# ویکتور وانگ (هنرپیشه)
ویکتور وانگ (به چینی سنتی: 黃自強; چینی ساده: 黄自強; ماندارین پین‌یین: Huáng Zìqiáng; جیوت‌پینگ: Wong4 Zi6koeng4؛ ۳۰ ژوئیهٔ ۱۹۲۷ – ۱۲ سپتامبر ۲۰۰۱) هنرپیشه و روزنامه‌نگار اهل ایالات متحده آمریکا  بود.
از فیلم‌هایی که وی در آن نقش داشته است می‌توان به آخرین امپراتور، کودک پرافتخار، لرزش، هفت سال در تبت، جید، سورپرایز شانگهای، تاریخ معما، ۳ نینجا و ۳ نینجا: ظهر بلند در کوه مگا اشاره کرد.